# ミカエル・ロシュ
ミカエル・ロシュ（フランス語: Mickaël Roche、1982年12月24日 - ）は、タヒチ・パペーテ出身のサッカー選手。現在、同国のASドラゴンに所属し、元タヒチ代表である。ポジションはGK。

## クラブ経歴
ロシュは地元のASジュンヌ・タヒチアンでサッカー選手生活を始めた。2000年にはモナコを本拠地とするASモナコのセカンドチームに移籍し、その翌年にはフランスのラピ・ドゥ・マントンに移籍し四年在籍したのちにUSマルセイユ・アンドゥムに移籍した。2006年にはタヒチに帰り、ASジュンヌに復帰、その後ASドラゴンに移籍してタヒチ・ディビジョン・フェデレールを2011-12シーズンに制している。
2014シーズンにはASテファナに移籍した。OFCチャンピオンズリーグ2016のナディFC戦では右サイドからの味方のスローインをダイレクトで打ち返そうとしたものの蹴ったボールは自分の左後ろにあるゴールネットへと流れていき、史上最悪のオウンゴールとも呼ばれるオウンゴールを叩き出した。
また、インタビューによれば、体育の教員もしていると言う。

## 代表経歴
2011年にタヒチ代表としてデビューをしたロシュはOFCネイションズカップ2012でグザヴィエ・サマンとゴールキーパーの座を競り、1試合目から出場を果たした。2013年6月20日には、FIFAコンフェデレーションズカップ2013のスペイン戦で10点を決められたものの英雄として讃えられている。この試合後にはペペ・レイナとユニフォームを交換している。

## 個人成績

### 代表
| タヒチ代表 | タヒチ代表 | タヒチ代表 |
| 年         | 出場       | 得点       |
| ---------- | ---------- | ---------- |
| 2011       | 2          | 0          |
| 2012       | 3          | 0          |
| 2013       | 2          | 0          |
| 2016       | 3          | 0          |
| 計         | 10         | 0          |

## タイトル

### クラブ
- タヒチ・ディビジョン・フェデレール:

優勝 (1): 2012

### 代表
- OFCネイションズカップ:

優勝 (1): 2012